# Näsgropsormar
Näsgropsormar (Crotalinae), eller gropviperor, är en underfamilj giftiga huggormar som återfinns i sydvästra och södra Asien och i Amerika.
Näsgropsormarna utmärks av att det ovala eller trekantiga huvudet är försett med två djupa gropar, belägna mellan näsöppningarna och ögonen. Näsgropsormarna, till vilka några av de giftigaste ormarna hör, liknar till utseende och levnadssätt de egentliga huggormarna, och är liksom dessa främst nattaktiva. De flesta lever på marken, några är utpräglade trädformer, andra simmar väl och lever uteslutande på fisk.
Vissa arter av släktet skallerormar (Crotalus) blir bara 30 till 66 centimeter långa. Å andra sidan blir underfamiljens största art, buskmästare (Lachesis muta), upp till 3,75 meter lång.

## Släkten
För närvarande erkänns 20 släkten och 154 arter i underfamiljen.
- Agkistrodon
- Atropoides
- Bothriechis
- Bothriopsis (godkänns inte av The Reptile Database)
- Bothrocophias[4]
- Bothrops
- Calloselasma
- Cerrophidion
- Skallerormar (Crotalus)
- Deinagkistrodon
- Garthius
- Gloydius
- Hypnale
- Hålormar (Lachesis)
- Mixcoatlus[5]
- Ophryacus
- Ovophis
- Porthidium
- Protobothrops[6]
- Sistrurus
- Palmhuggormar (Trimeresurus)
- Tropidolaemus